# Sidney Sonnino
Le baron Sidney Costantino Sonnino (né à Pise le 11 mars 1847, mort à Rome le 24 novembre 1922) est un homme politique italien, président du Conseil des ministres du royaume d'Italie du 8 février au 29 mai 1906 et du 11 décembre 1909 au 31 mars 1910.

## Biographie

### Jeunesse
Sidney Sonnino est le fils d'un commerçant italien d'origine juive, Isacco Saul Sonnino, et de Georgina Sophia Arnaud Dudley Menhennet, qui est née Galloise. Sonnino, de confession anglicane,, comme sa mère, hérite du prénom de son grand-père maternel, Sidney Menhennet. Son grand-père paternel avait émigré de Livourne en Égypte, où il avait bâti une énorme fortune comme banquier, et fait baron en 1862 à son retour d'Italie.
Il obtient son diplôme en droit à seulement 18 ans, en 1865 à l'université de Pise. Sonnino est avocat pendant une courte période avant d'épouser la carrière diplomatique dans les ambassades italiennes et de s'installer, successivement, à Madrid, à Vienne et à Paris  de 1866 à 1871. Sa famille vit au Castello Sonnino à Quercianella, près de Livourne. Il se retire du service diplomatique en 1873.
En 1876, Sonnino se rend en Sicile avec Leopoldo Franchetti pour mener une enquête privée sur l'état de la société sicilienne. En 1877, les deux hommes publient leurs recherches sur la Sicile dans un important rapport en deux parties destiné au Parlement italien. Dans la première partie, Sonnino analyse la vie des paysans sans terre de l'île. La moitié du rapport de Leopoldo Franchetti, intitulée « Conditions politiques et administratives en Sicile », était une analyse de la mafia au XIXe siècle qui fait encore autorité aujourd'hui. Franchetti allait finalement influencer l'opinion publique sur la Mafia plus que quiconque jusqu'à Giovanni Falcone, plus de 100 ans plus tard. « Conditions politiques et administratives en Sicile » est la première explication convaincante de la façon dont la Mafia est née.
Il reprend des études en économie et particulièrement sur les conditions de l'agriculture italienne. À cette époque, précisément en 1878, il réalise une revue, la Rassegna settimanale (it), qui traite, au début, uniquement de questions économiques et financières pour après se concentrer, petit à petit, sur l'activité politique.

### Début de carrière politique
En 1880 au cours de la XIVe législature, il est élu député dans le collège de San Casciano in Val di Pesa et au parlement, il appartient à l'aile conservatrice. En 1893 il est ministre des Finances et du Trésor dans le troisième gouvernement Crispi. Sonnino, au sein du gouvernement, poursuit une politique de consolidation fiscale avec des mesures impopulaires (hausse des droits de douane sur les céréales) et le renforcement de la Banque d'Italie. Au cours de la crise du siècle, il ordonne également de tirer sur la foule qui manifeste. Mais il est aussi un partisan du suffrage universel.  
Sonnino est élu au cours de la XIVe législature pour la première fois à la Chambre des députés italienne lors des élections générales de mai 1880, dans la circonscription de San Casciano in Val di Pesa. Il siège à la chambre jusqu'en septembre 1919, de la XIVe à la XXIVe législature, et soutient le  suffrage universel,. Sonnino devient rapidement l'un des principaux adversaires de la gauche libérale. En tant que constitutionnaliste strict, il était favorable à un gouvernement fort pour résister à la pression des intérêts particuliers, ce qui faisait de lui un libéral conservateur.
En décembre 1893, il devient ministre des Finances (décembre 1893 - juin 1894) et ministre du Trésor (décembre 1893 - mars 1896) dans le gouvernement de Francesco Crispi et tente de résoudre le scandale de la Banca Romana. Sonnino envisageait de créer une banque d'émission unique, mais la principale priorité de sa réforme bancaire était de résoudre rapidement les problèmes financiers de la Banca Romana et d'étouffer le scandale qui impliquait la classe politique, plutôt que de concevoir un nouveau système bancaire national. La Banca d'Italia nouvellement créée était le résultat de la fusion de trois banques d'émission existantes (la Banca Nazionale et deux banques de Toscane). Les intérêts régionaux étaient encore forts, ce qui a entraîné le compromis de la pluralité de l'émission de billets avec le Banco di Napoli et le Banco di Sicilia et la disposition d'un contrôle étatique plus strict,,.
En tant que ministre du Trésor, Sonnino a restructuré les finances publiques, imposé de nouveaux impôts et réduit les dépenses publiques. Le déficit budgétaire est fortement réduit, passant de 174 millions de lires en 1893-94 à 36 millions en 1896-97. Après la chute du gouvernement Crispi à la suite de la bataille perdue d'Adwa en mars 1896, il prend la tête de l'opposition conservatrice contre le libéral Giovanni Giolitti. En janvier 1897, Sonnino publie un article intitulé Torniamo allo Statuto (Revenons au statut), dans lequel il tire la sonnette d'alarme sur les menaces que le clergé, les républicains et les socialistes font peser sur le libéralisme. Il demande l'abolition du gouvernement parlementaire et le retour de la prérogative royale de nommer et de révoquer le Premier ministre sans consulter le Parlement, ce qu'il considère comme le seul moyen possible d'écarter le danger,,. En 1901, il fonde un nouveau grand journal, Il Giornale d'Italia.

### Opposition et Premier ministre
En réponse aux réformes sociales présentées par le Premier ministre Giuseppe Zanardelli en novembre 1902, Sonnino présente un projet de réforme visant à réduire la pauvreté dans le sud de l'Italie, qui prévoit une réduction de l'impôt foncier en Sicile, en Calabre et en Sardaigne, la facilitation du crédit agricole, le rétablissement du système de bail perpétuel pour les petites exploitations (bail emphytéotique) et la diffusion et l'amélioration des contrats agraires afin de combiner les intérêts des agriculteurs avec ceux des propriétaires fonciers. Sonnino critique l'approche habituelle qui consiste à résoudre la crise par des travaux publics : « construire des chemins de fer là où il n'y a pas de commerce, c'est comme donner une cuillère à un homme qui n'a rien à manger ».
La sévérité intransigeante de Sonnino à l'égard des autres s'est longtemps avérée être un obstacle à la formation de son propre gouvernement. Néanmoins, Sonnino a été deux fois brièvement premier ministre. Le 8 février 1906, Sonnino a formé son premier gouvernement,  qui n'a duré que trois mois. Le 18 mai 1906,  après seulement 100 jours, il est contraint de démissionner. Il propose des changements majeurs pour transformer l'Italie du Sud, ce qui provoque l'opposition des groupes au pouvoir. Les impôts fonciers devaient être réduits d'un tiers, sauf pour les plus grands propriétaires fonciers. Il propose également la création de banques provinciales et des subventions aux écoles. Ses réformes provoquent l'opposition des groupes dirigeants, et Giovanni Giolitti lui succède.
Le 11 décembre 1909, Sonnino forme son deuxième gouvernement avec une forte connotation de centre-droit, mais il ne dure pas beaucoup plus longtemps et tombe le 21 mars 1910.

### Première guerre mondiale

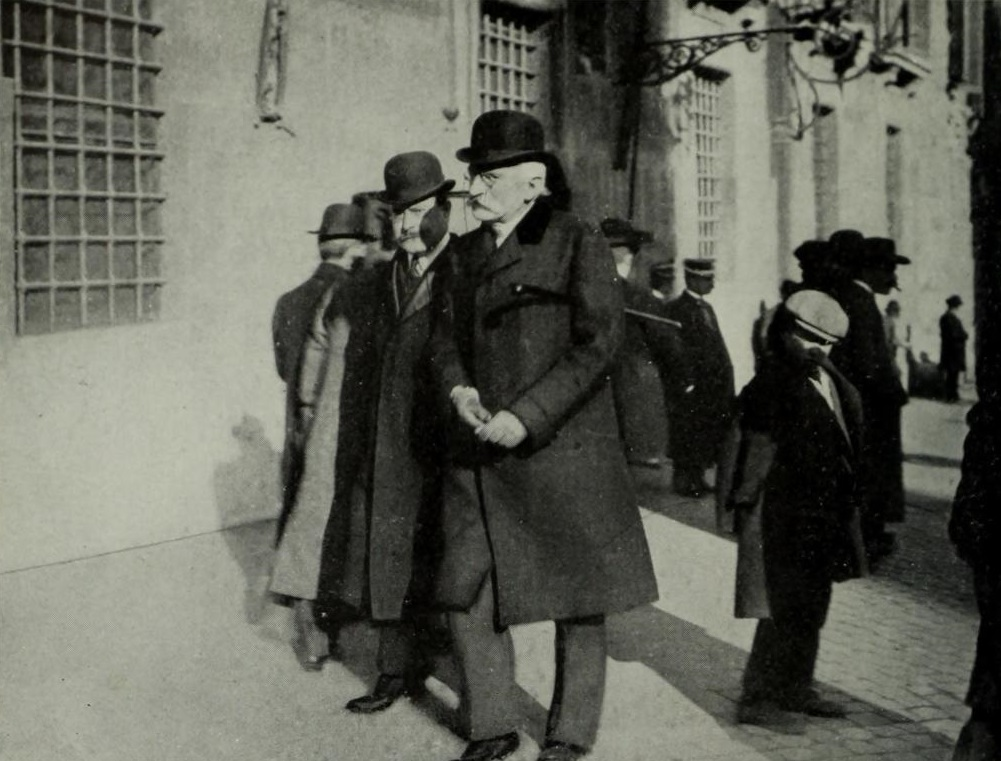
Sidney Sonnino en tant que ministre des Affaires étrangères

Après la crise de juillet, Sonnino était initialement favorable au maintien de la Triple Alliance avec l'Allemagne et l'Autriche-Hongrie en 1914. Il croyait fermement que l'intérêt personnel de l'Italie l'obligeait à participer à la guerre, avec la perspective de gains territoriaux italiens comme aboutissement de l'unification italienne. Cependant, après être devenu ministre des Affaires étrangères en novembre 1914 dans le gouvernement conservateur d'Antonio Salandra et avoir réalisé qu'il était peu probable d'obtenir l'accord de l'Autriche-Hongrie pour concéder des territoires à l'Italie, il s'est rangé du côté de la Triple-Entente du Royaume-Uni, de la France et de la Russie et a sanctionné le traité secret de Londres en avril 1915 pour satisfaire les revendications irrédentistes italiennes. L'Italie déclare la guerre à l'Autriche-Hongrie le 23 mai 1915,.

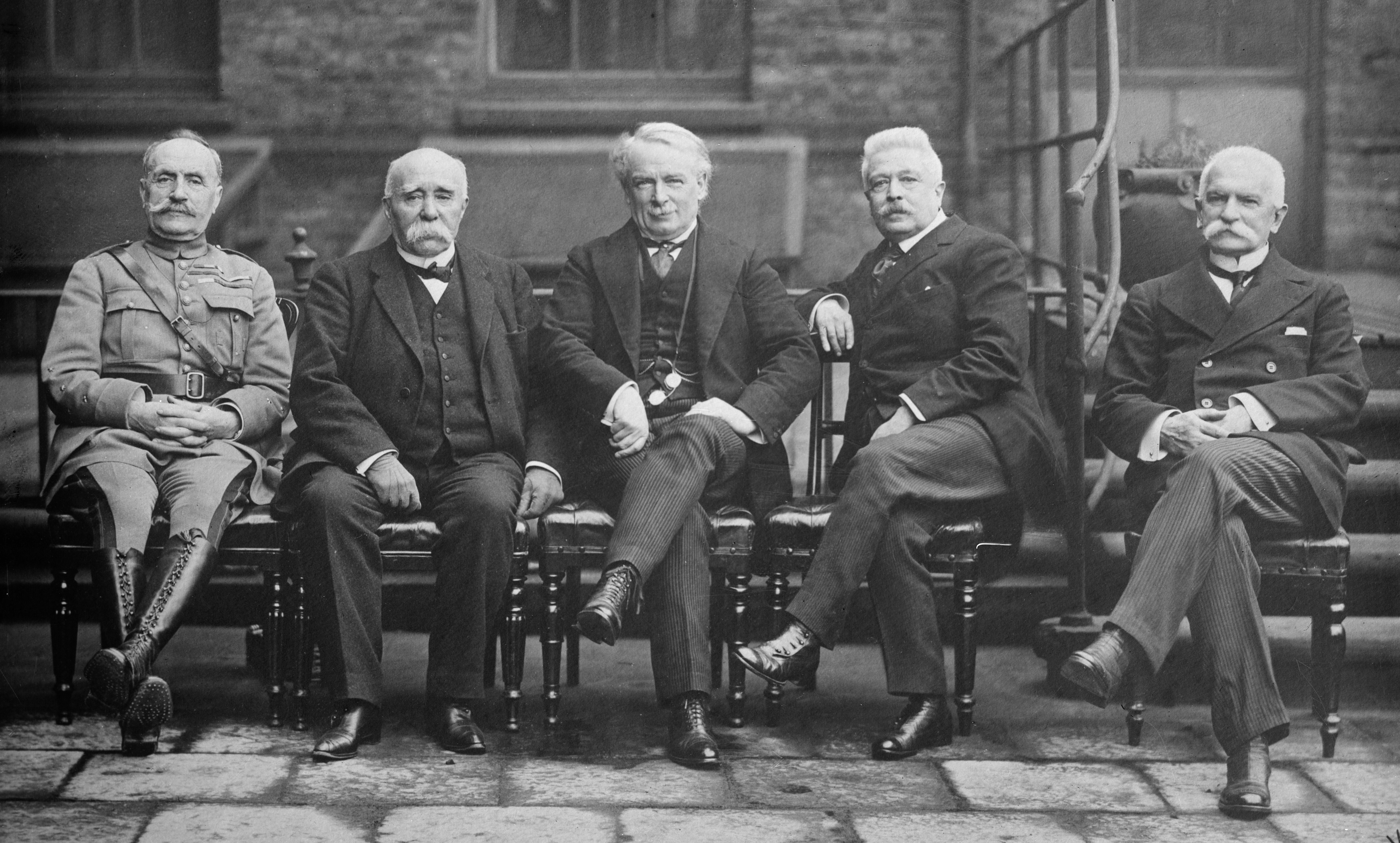
De gauche à droite : le maréchal Ferdinand Foch, le Premier ministre français Georges Clemenceau, le Premier ministre britannique David Lloyd George et les italiens Vittorio Emanuele Orlando et Sidney Sonnino à la conférence de paix de Paris.

Il reste ministre des affaires étrangères dans trois gouvernements consécutifs et représente l'Italie à la conférence de paix de Paris de 1919 avec le Premier ministre Vittorio Emanuele Orlando. Sonnino défendit l'application littérale du traité de Londres et s'opposa à une politique des nationalités dans les anciens territoires austro-hongrois,.
L'incapacité d'Orlando à parler anglais et sa faible position politique dans son pays permettent à Sonnino de jouer un rôle dominant. Leurs différences se sont avérées désastreuses lors des négociations. Orlando était prêt à renoncer aux revendications territoriales de la Dalmatie pour annexer Rijeka (ou Fiume, comme les Italiens appelaient la ville), un grand port maritime sur la mer Adriatique, mais Sonnino n'était pas prêt à renoncer à la Dalmatie. L'Italie a fini par revendiquer les deux, mais n'a rien obtenu en raison de la forte opposition aux demandes italiennes du président américain Woodrow Wilson, qui avait une politique s'appuyant sur le droit à l'autodétermination des peuples,.

### Fin de vie
Après que les ambitions territoriales de l'Italie vis-à-vis de l'Autriche-Hongrie aient dû être considérablement réduites, le Gouvernement Orlando démissionne en juin 1919. C'est la fin de la carrière politique de Sonnino, qui ne participe pas aux élections de novembre 1919. Il est nommé sénateur en octobre 1920, mais n'y participe pas activement. 
Sonnino meurt subitement le 24 novembre 1922 à Rome après avoir subi une attaque apoplectique,, un mois après la marche sur Rome. 
Son cercueil repose dans une grotte creusée dans une falaise à pic sur la mer près du château qu'il fit construire près de Livourne.

## Héritage
Surnommé « l'homme d'État silencieux de l'Italie », il pouvait parler cinq langues couramment. Les principaux objectifs de Sonnino étaient de relancer l'Italie du Sud sur le plan économique et moral et de lutter contre l'analphabétisme. Il ne s'est jamais marié.
Seul leader protestant de la politique italienne, Sonnino était décrit comme « résolument britannique dans ses manières et ses pensées » et comme « le grand puritain de la Chambre, le dernier homme non corrompu ». Son moralisme intransigeant et sévère faisait de lui un homme difficile, et bien que son intégrité était universellement respectée, sa personnalité fermée et taciturne lui valait peu d'amis dans les cercles politiques.
Une nécrologie du New York Times décrit Sonnino comme un aristocrate intellectuel, un grand financier et un érudit accompli, peu doué pour la popularité, dont la grandeur aurait été indéniable à l'époque de la monarchie absolue. Il était en outre dépeint comme un diplomate très compétent qui appartenait à la « vieille » diplomatie et qui, lors de la Conférence de paix de Paris, s'était illustré de manière imméritée comme un annexionniste impérialiste typique, alors que les règles diplomatiques avaient changé.
Selon l'historien R. J. B. Bosworth, « Sidney Sonnino, qui fut ministre des Affaires étrangères de 1914 à 1919, et qui jouissait d'une réputation personnelle, peut-être méritée, d'honnêteté dans toutes ses transactions, a de fortes prétentions à avoir mené la politique étrangère la moins réussie de l'Italie ».

## Anecdote
Le 16 avril 1909, Wilbur Wright a fait voler Sonnino sur le terrain de Centocelle, à Rome, faisant de Sonnino l'un des premiers hommes d'État à voler en avion.

## Liste des gouvernements de Sonnino

### 1ergouvernement (8 février - 29 mai 1906)
| Portfolio                                                | Holder | Holder                                | Parti        |
| -------------------------------------------------------- | ------ | ------------------------------------- | ------------ |
| Président du Conseil des ministres                       |        | Sidney Sonnino                        | Conservateur |
| Ministres                                                |        |                                       |              |
| Ministre de l'Intérieur                                  |        | Sidney Sonnino                        | Conservateur |
| Ministre des Affaires étrangères                         |        | Francesco Guicciardini                | Démocrate    |
| Ministre des Finances                                    |        | Antonio Salandra                      | Conservateur |
| Ministre du Trésor                                       |        | Luigi Luzzatti                        | Conservateur |
| Ministre de la Justice                                   |        | Ettore Sacchi                         | Radical      |
| Ministre de la Guerre                                    |        | Lt. General Luigi Majnoni d'Intignano | Militaire    |
| Ministre de la Marine                                    |        | Amiral Carlo Mirabello                | Militaire    |
| Ministre de l'Éducation publique                         |        | Paolo Boselli                         | Conservateur |
| Ministre des Travaux publics                             |        | Pietro Carmine                        | Conservateur |
| Ministre des Postes et Télégraphes                       |        | Alfredo Baccelli                      | Démocrate    |
| Ministre de l'Agriculture, de l'Industrie et du Commerce |        | Edoardo Pantano                       | Démocrate    |

### 2egouvernement (11 décembre 1909 - 31 mars 1910)
| Portfolio                                                | Holder | Holder                           | Parti        |
| -------------------------------------------------------- | ------ | -------------------------------- | ------------ |
| Président du Conseil des ministres                       |        | Sidney Sonnino                   | Conservateur |
| Ministres                                                |        |                                  |              |
| Ministre de l'Intérieur                                  |        | Sidney Sonnino                   | Conservateur |
| Ministre des Affaires étrangères                         |        | Francesco Guicciardini           | Démocrate    |
| Ministre des Finances                                    |        | Enrico Arlotta                   | Conservateur |
| Ministre du Trésor                                       |        | Antonio Salandra                 | Conservateur |
| Ministre de la Justice                                   |        | Vittorio Scialoja                | Aucun        |
| Ministre de la Guerre                                    |        | Lt. General Paolo Spingardi      | Démocrate    |
| Minister of the Navy                                     |        | Amiral Giovanni Bettolo          | Conservateur |
| Ministre de l'Éducation publique                         |        | Edoardo Daneo                    | Conservateur |
| Ministre des Travaux publics                             |        | Giulio Rubini                    | Démocrate    |
| Ministre des Postes et Télégraphes                       |        | Ugo di Sant'Onofrio del Castillo | Conservateur |
| Ministre de l'Agriculture, de l'Industrie et du Commerce |        | Luigi Luzzatti                   | Conservateur |

## Distinctions honorifiques

### Décorations italiennes
- Chevalier grand-croix décoré du grand cordon de l'ordre des Saints-Maurice-et-Lazare
- Chevalier grand-croix décoré du grand cordon de l'ordre de la Couronne d'Italie

### Décorations étrangères
- Chevalier grand-croix de l'ordre équestre de Saint-Marin pour le mérite civil et militaire (république de Saint-Marin)[28]

## Écrits
- Torniamo allo Statuto, texte dans lequel il expose une réduction des pouvoirs du Parlement, à la lumière d'une lecture plus restrictive du Statut albertin. Il a été écrit à la suite des tensions sociales qui éclatèrent en Italie à la fin du XIXe siècle.
- Libro Verde, histoire de négociations diplomatiques entre l'Italie et l'Autriche-Hongrie.